# Uhrik Truckers Soccer Club
I Philadelphia Uhrik Truckers Soccer Club era una società calcistica statunitense, con sede a Philadelphia (Pennsylvania).
Fondati come Philadelphia German-American, dal 1941 cambiarono denominazione in Philadelphia Americans, nel 1953 la franchigia fu acquistata da un magnate di autotrasporti e rinominata con il nome della società Truckers (camionisti).
Vinsero per otto volte l'allora massimo campionato nordamericano di calcio, la American Soccer League seconda edizione.
Vinsero una volta la National Challenge Cup (US Open Cup) nel 1936.

## Palmarès

### Competizioni nazionali
- American Soccer League: 8

1934-1935, 1941-1942, 1943-1944, 1946-1947, 1947-1948, 1951-1952, 1954-1955, 1955-1956
- National Challenge Cup: 1

1936

### Altri piazzamenti
- American Soccer League:

Secondo posto: 1938-1939, 1940-1941, 1956-1957